# Águilas del Zulia
Las Águilas del Zulia son un equipo de béisbol perteneciente a la Liga Venezolana de Béisbol Profesional en Venezuela con sede en el Estadio Luis Aparicio El Grande de Maracaibo. Desde el año 2011 realizan juegos de exhibición en el Estadio Víctor Davalillo de Cabimas.

Cada 18 de noviembre disputan el Clásico de La Chinita. El equipo ha obtenido un total de 6 títulos en la LVBP, y 2 en la Serie del Caribe.

## Historia

### Antecedentes
La franquicia comenzó en 1946 como Sabios del Vargas, a continuación, pasó a llamarse Santa Marta B.B.C. en 1954, antes de trasladarse a Valencia, donde juega como Industriales de Valencia desde 1955 hasta 1968.
Después del colapso de la Liga Occidental de Béisbol Profesional en 1963, el estado Zulia se quedó sin un equipo de béisbol profesional. Al desaparecer la Liga Occidental, el Zulia perdió su pasatiempo, quedando aquella legendaria rivalidad entre el Pastora y el Gavilanes, que databa de los años treinta, en el recuerdo. Centauros, Racing, Cabimas, Espadón, Orange, Victoria y Cardenales de Lara, fueron los otros equipos que animaron estos campeonatos, cuyo escenario principal fue el estadio "Alejandro Borges".
Desde el mismo año de 1963, fueron muchos los amagos que se hicieron para volver a insertar a Zulia en el béisbol profesional. En 1969 surgió la figura de Luis Rodolfo Machado Bohórquez, gran conocedor del movimiento beisbolístico por haber sido el principal accionista del Centauros de Maracaibo y aliado de Juan Antonio Yáñez (Yanecito), con los Patriotas de Venezuela.
Los Industriales más tarde se trasladó a Acarigua y se renombró Llaneros de Acarigua para la temporada 1968-69. Machado motivó a un grupo de empresarios deportistas de la región para adquirir la franquicia de los Llaneros de Acarigua, que tras concluir la temporada 1968-1969 fue puesta a la venta por su dueño, el Dr. Jesús Morales Valarino, luego de soportar cuantiosas pérdidas. El equipo fue fundado en 1969 y debutó en la temporada 1969-70.

### Nacimiento de las Águilas
Para entonces hubo diversos inversores, entre los que estaban estaban Simón Bromberg, Rubén Darío Barboza, Gabriel Fernández, Edgardo Fuenmayor Arrieta, Guillermo Echeto La Roche, Sixto Márquez, José Trinidad Martínez, Douglas Mavárez Granadillo, Ernesto Montiel, Fernando Pérez Amado, Vinicio Pineda Gil, Alberto Plumacher, Antonio Quintero Parra, Lucas Rincón Colmenares, Heberto Rutilio Ríos, y Hugo Suárez Romero.
Después de haber recibido el visto bueno del Presidente de la Liga Central, Franklin White, y de los representantes de los equipos Leones de Caracas, Navegantes del Magallanes, Tigres de Aragua, Cardenales de Lara y Tiburones de La Guaira, se procedió a la adquisición formal, siempre con Luis Rodolfo Machado Bohórquez al frente y por un monto de 400.000 mil bolívares. La noticia del regreso de un equipo béisbol para el Estado Zulia fue ampliamente celebrado.
El equipo hizo su debut oficial el 14 de octubre de 1969, en el Estadio Antonio Herrera Gutiérrez contra Cardenales de Lara. Águilas perdió el juego, 3-2, con Juan Quiroz lanzando una pérdida completa del juego, mientras que Pablo Torrealba fue acreditado con la victoria y Ken Sanders obtuvo el salve. Al día siguiente, el equipo jugó y ganó su primer partido en el Estadio Luis Aparicio. Aquel primer elenco comenzó inofensivo y sin figuras nativas, dando grandes pérdidas a sus accionistas, sin embargo, Luis Rodolf Machado Bohórquez y Lucas Rincón mantuvieron vivo el club.
Los primeros años Águilas estaban preocupados mientras que estaba presentemente una fija pérdida de registros en la mayoría de las estaciones. Sin embargo, el equipo sobrevivió con los años, inclinando a convertirse en uno de los equipos de la LVBP de mayor éxito en la década de 1980, ganando cinco títulos del campeonato que abarca desde 1984 hasta 2000.
Los Rapaces, como eran y son apodados, se caracterizaron por ser un equipo aguerrido y con apenas tres años de vida, llegaron por primera vez a una final en el año 1973, siendo derrotados en aquella ocasión por los Leones del Caracas. Cinco años más tarde volvieron a intentar la proeza, sin embargo, vuelven a caer nuevamente con el Caracas, y al año siguiente con Magallanes, justo cuando el equipo turco obtuvo su segunda Serie del Caribe.
Tendrían que esperar hasta la temporada 1983/1984 para poder obtener su primer campeonato, particularmente con Cardenales de Lara. No conformes con esta hazaña, ese mismo año alcanzaron su primer título del Caribe, siendo en ese momento el cuarto para Venezuela. Luego repitieron la hazaña en la temporada 1988/1989, cuando vencieron a los Tigres de Aragua, se enrumbaron a México y ganaron en la serie en sus primeros cinco encuentros.
En los noventa las Águilas se apoderaron del título nacional en otras tres oportunidades más, la primera en 1991/92 frente a los Tigres de Aragua, luego en 1992/93 con Wilson Álvarez en plan estelar y más tarde en el año 1999/2000, en ambos casos frente a los Navegantes del Magallanes. Finalmente, en el año 2016/17 volverían a la senda campeonil luego de 17 años de espera tras vencer a Cardenales de Lara por primera vez en Maracaibo (la primera vez fue en Barquisimeto en 1984).

## Historia del nombre
El nombre "Águilas" identifica al zuliano y se ha convertido en el ave que identifica la región por la fuerte empatía e identificación que el zuliano siente por su equipo, se le atribuye al Padre José Manuel Ríos.
La versión aceptada dice que estando el sacerdote en el estadio Alejandro Borjes durante el juego de la Chinita de 1968, Luis Rodolfo Machado principal accionista del club, le comentó sobre la recién concretada compra de los Llaneros de Portuguesa y en las tribunas le preguntó por curiosidad al Padre Manolo si se le ocurría algún nombre, mientras se tomaban unas cervezas Zulia, marca que portaba un águila azul sobre un fondo amarillo en la etiqueta de la botella.
El Padre Manolo dijo: "Mirá el Águila que aparece en ésta botella; recuerda también que el Palacio de Gobierno se llama El de las Águilas, muchos países ponen un águila en sus escudos y banderas; además el águila puede recordar a los zulianos el ave que identificaba su divisa pajarraca (Gavilanes, Rapiños), pero no se identifica totalmente con ella para no herir a los viejos pastoreños. Como véis, pudiera ser: Águila del Zulia ¿te gusta? " .
Se dice que el nombre gustó tanto desde el principio que no se discutió ningún otro y desde ese momento, el Zulia acogió con los brazos abiertos a un club que más allá de lo deportivo, se convertiría en parte de la cultura, identificación e idionsincracia de sus habitantes. Hablar del equipo "Águilas del Zulia" envuelve no solo un aguerrido sentimiento deportivo que identifica el regionalismo zuliano, sino también es una bandera de la personalidad y características de sus seguidores.

## Estadio

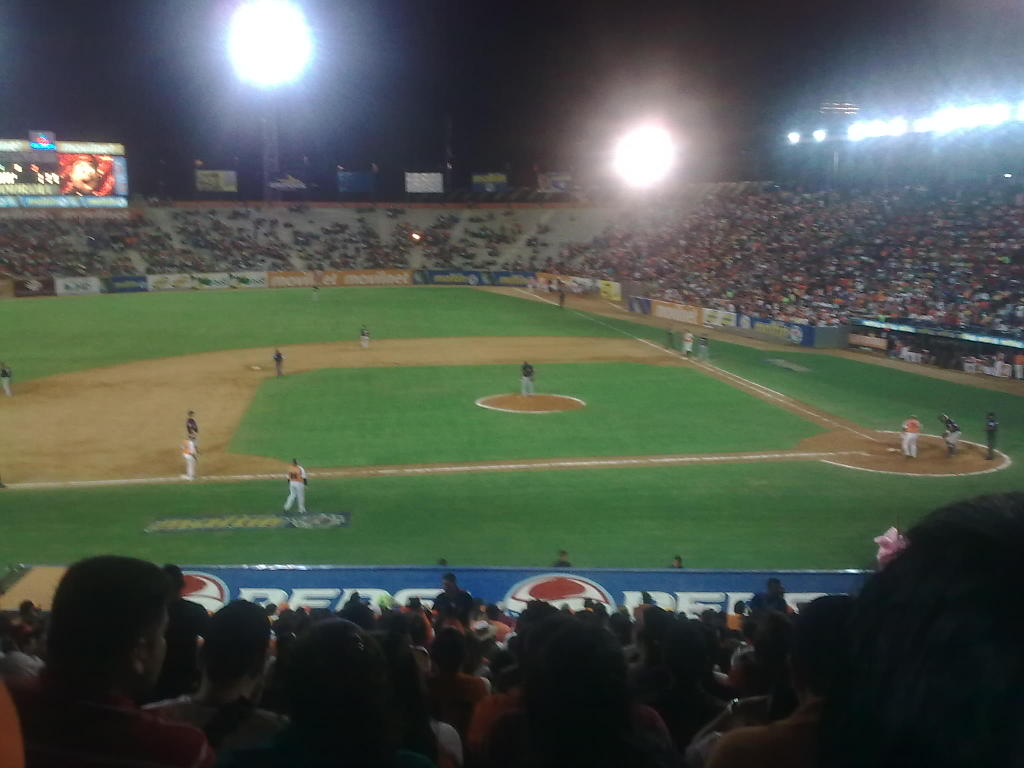
Vista del estadio en un partido de liga.

El Estadio Luis Aparicio El Grande, es una instalación deportiva dedicada al béisbol, que se ubica en la ciudad de Maracaibo, capital del estado Zulia, en la parte más occidental de Venezuela. Fue nombrado de esa manera en honor a Luis Aparicio Ortega, destacado jugador de ese deporte nacido en el Zulia, padre del Salón de la Fama de la MLB Luis Aparicio. Luis Aparicio fue apodado "El Grande" por sus logros deportivos.
Posee una capacidad aproximada de 23 900 personas superando al estadio de béisbol de la UCV, en Caracas cuyo aforo disminuyó de 26 700 personas a 23 600 luego de la colocación de sillas en las preferencias. Así pasa a ser el Luis Aparicio "El Grande" el tercero de mayor capacidad del país después del Estadio La Ceiba, en Ciudad Guayana, estado Bolívar que alberga a 30 mil personas y el Estadio Monumental de Caracas Simón Bolívar de Caracas con capacidad para 40 mil personas. Su administración la lleva el Gobierno Nacional a través del Ministerio del Poder Popular para los Deportes.

## Jugadores y cuerpo técnico

### Mánagers
| Nacionalidad              | Mánager              | Campeonatos LVBP | Campeonatos SC | Nacionalidad              | Mánager                    | Campeonatos LVBP | Campeonatos SC |  |
| ------------------------- | -------------------- | ---------------- | -------------- | ------------------------- | -------------------------- | ---------------- | -------------- |  |
| Bandera de Venezuela      | Pompeyo Davalillo    | 2                | 0              | Bandera de Estados Unidos | Stan Clibburn              | 0                | 0              |  |
| Bandera de Estados Unidos | Pete Mckanin         | 1                | 1              | Bandera de Estados Unidos | Jhon Russel                | 0                | 0              |  |
| Bandera de México         | Ruben Amaro          | 1                | 1              | Bandera de Venezuela      | Luis Salazar               | 0                | 0              |  |
| Bandera de Estados Unidos | Marc Bombard         | 1                | 0              | Bandera de Venezuela      | Omer Muñoz                 | 0                | 0              |  |
| Bandera de Venezuela      | Jesus Marcano Trillo | 0                | 0              | Bandera de Venezuela      | Noe Maduro                 | 0                | 0              |  |
| Bandera de Venezuela      | Luis Aparicio        | 0                | 0              | Bandera de Venezuela      | Gustavo Gil                | 0                | 0              |  |
| Bandera de Venezuela      | Luis Aparicio Ortega | 0                | 0              | Bandera de Venezuela      | Alfonso "Chico" Carrasquel | 0                | 0              |  |
| Bandera de Estados Unidos | Tony Taylor          | 0                | 0              | Bandera de Estados Unidos | Richard Billings           | 0                | 0              |  |
| Bandera de Estados Unidos | Bill Aldair          | 0                | 0              | Bandera de Cuba           | Octavio "Cookie" Rojas     | 0                | 0              |  |
| Bandera de Estados Unidos | Richard Billings     | 0                | 0              | Bandera de Estados Unidos | Larry Doby                 | 0                | 0              |  |
| Bandera de Venezuela      | Leonel Carrion       | 0                | 0              | Bandera de Estados Unidos | Jody Davis                 | 0                | 0              |  |
| Bandera de Estados Unidos | Greg Biagini         | 0                | 0              | Bandera de Puerto Rico    | Mako Oliveras              | 0                | 0              |  |
| Bandera de Venezuela      | Lipso Nava           | 1                | 0              | Bandera de Venezuela      | Luis Dorante               | 0                | 0              |  |
| Bandera de Venezuela      | Eduardo Perez        | 0                | 0              | Bandera de Estados Unidos | Darryl Kennedy             | 0                | 0              |  |

### Números retirados
| 11 Luis Aparicio Montiel SS Retirado 1984 | 20 Leonel Carrión OF Retirado 1999 | 47 Wilson Álvarez P Retirado 2016 | 54 Géremi González P Retirado 2008 (post mortem) | 36 Rubén Amaro Mora M Retirado 2013 | 1 Pompeyo Davalillo M Retirado 2013 |

## Presidentes
- Ruperto Machado
- Luis Rodolfo Machado Bohorquez
- Lucas Rincón Colmenarez
- Luis Rodolfo Machado Silva
- Willian Pozo

## Palmarés
- Liga Venezolana de Béisbol Profesional 
  - Campeón (6): 1983−84, 1988−89, 1991−92, 1992−93, 1999−00 y 2016−17
  - Subcampeón (4): 1972−73, 1977−78, 1978−79 y 1994−95

- Serie del Caribe
  - Campeón (2): 1984 y 1989
  - Subcampeón (1): 1992